# 新居屋村
新居屋村（にいやむら）は、かつて愛知県海東郡にあった村。
現在のあま市新居屋に該当する。

## 歴史
- 平安時代後期 - 尾張国海部郡が東西に分割され、海東郡に属していた。
- 1889年（明治22年）10月1日 - 町村制により、新居屋村が発足。春富村、森村と組合村を結成[1]。組合村役場を春富村大字石作に設置[2]。
- 1906年（明治39年）7月1日 - 甚目寺村、萱津村、春富村、白鷹村、森村、東今宿村が合併し、甚目寺村発足。同日新居屋村は廃止。

## 神社・仏閣
- 新屋神社
- 法性寺